# Tetragonomera obtusa
Tetragonomera obtusa är en insektsart som beskrevs av Brunner von Wattenwyl 1895. Tetragonomera obtusa ingår i släktet Tetragonomera och familjen vårtbitare. Inga underarter finns listade i Catalogue of Life.